# Glossar von Kartenspielbegriffen

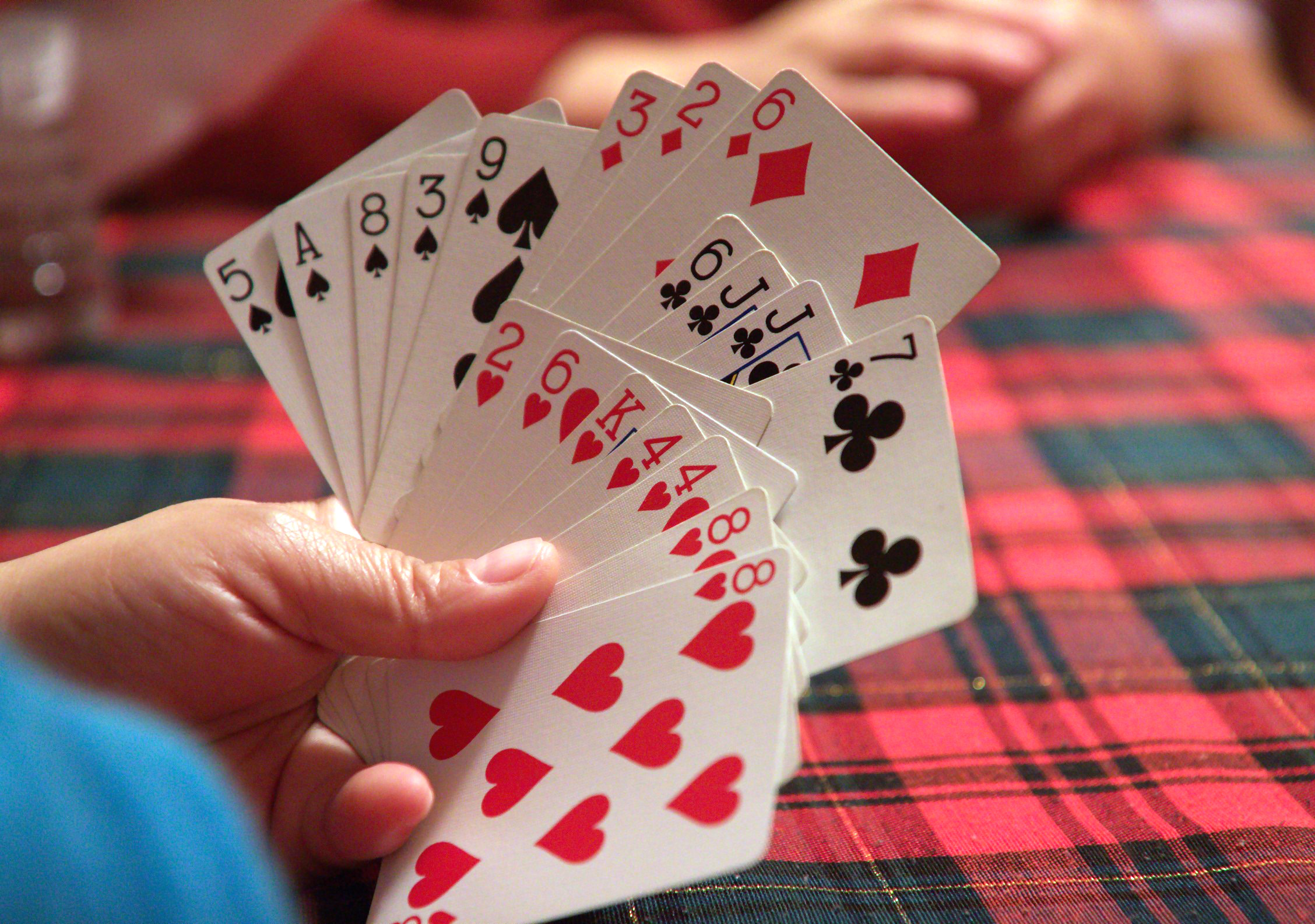
Handkarten während eines Spiels

In diesem Glossar von Kartenspielbegriffen werden allgemeine Fachausdrücke des Kartenspiels erklärt.

## A
abbauen
Bei Karten-Raubspielen eine Handkarte auf eine Tischkarte legen und dem hierdurch entstandenen Paket einen niedrigen Wert geben, indem man die Werte der Karten subtrahiert. Das gilt nur, wenn man eine Karte des neuen Wertes schon in der Hand hat, um später das Paket zu schlagen. In einigen Spielvarianten kann man auch „für Partner“ abbauen.
 abheben
Nach dem Mischen das Kartenspiel in zwei Hälften teilen und den unteren Stapel auf dem oberen legen. Manchmal wird bestimmt, dass jedes Paket mindestens drei Karten enthalten muss.
 Abhebstoß
s. Talon.
 Ablage
Stapel mit nicht mehr gebrauchten Karten. Auch Abwurfstoß.
 ablegen
(eine Karte) auf den Tisch offen od. verdeckt zugeben.
 Ablegespiel
Spiel, bei dem man ein oder mehrere Karten auf dem Tisch ablegt um a) Punkte zu machen, bzw. b) schnellstmögliche alle Handkarten abzuwerfen, bzw. c) in der Hoffnung die beste Karte oder Kartenkombination zu haben.
 abreizen
Beim Reizvorgang mehr zu bieten, als das eigene Blatt hergibt.
 abschmieren
Gefahrlos eine hohe Karte in einen Stich geben.
 abspatzen
Karten von einer Farbe abspielen, um diese blank zu machen.
 abwerfen
Eine unerwünschte Karte so günstig wie möglich loswerden. Eine beliebige (meist niedrige) Karte einer Renonce-Farbe auf den Stich legen, weil man den Stich nicht übernehmen kann oder will. Eine meist wertlose Karte beim Ausspielen zugeben oder auf den Abwurfstoß legen.
 Abwurfstoß
1. Ablage.[1]
2. Talon.[2]

abziehen
Die letzten verbliebenen Trumpfkarten der jeweiligen Gegenpartei herausziehen.
 Alleinspieler
Der Spieler, der das Reizen gewinnt und danach ohne Partner gegen alle Gegner sein Spielziel verfolgt.
 am Stich
In der Lage, zum ersten od. nächsten Stich auszuspielen.
 anbieten
Eine wertvolle Karte hinlegen, um den Gegner herauszufordern.
 Anlegespiel
Spiel, bei dem man möglichst viele Karten nach einem festen Schema anlegen versucht, z. B. Patiencen, Fan Tan, Nain Jaune.
 ansagen
Spielziel oder Meldung ankündigen.
 anspielen
1. Allererste Karte des Spiels hinlegen.[5]
2. ausspielen.

 Ante
s. Einsatz.
 anziehen

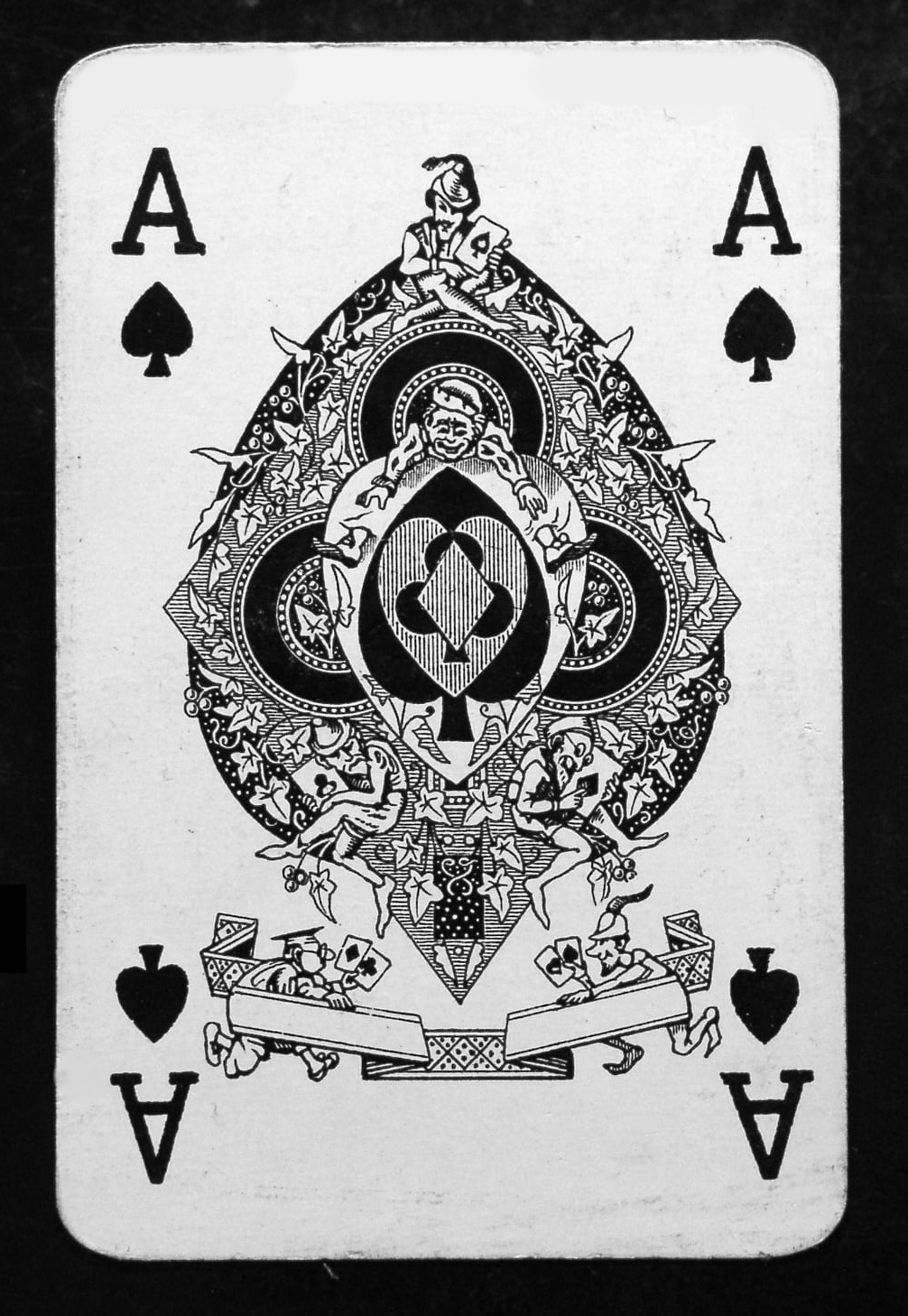
Ein Pikass

1. Ausspiel einer Karte einer langen Farbe, um dem Partner anzuzeigen, dass man in dieser Farbe stark ist.[6]
2. ausspielen.

 Ass
Karte, die ein Auge im französischen bzw. zwei Augen im deutschen Blatt hat. Häufig auch die höchste Karte in seiner Farbe.
 Ass-Zehn-Spiel
Kartenspiel, bei dem die Karten eine bestimmte Reihenfolge und Augenwerte haben, und zwar Ass 11, Zehn 10, König 4, Dame/Ober 3 und Bube/Unter 2 Augen. Beispiele: Skat, Schafkopf, Sechsundsechzig.
 Atout
s. Trumpf
 aufbauen
Bei Karten-Raubspielen eine Handkarte auf eine Tischkarte legen und dem hierdurch entstandenen Paket einen hohen Wert geben, indem man die Werte der Karten addiert. Das gilt nur, wenn man eine Karte des neuen Wertes schon in der Hand hat, um später das Paket zu schlagen. In einigen Spielvarianten kann man auch „für Partner“ aufbauen.
 aufdecken.
[eine Karte] mit der Bildseite nach oben hinlegen. Auch aufschlagen.
 aufgegangen
[die Patience ist] erfolgreich
 aufschlagen
s. aufdecken.
 Augen, Augenwert
Punktwert einer Karte oder eines Stichs. Auch Zählauge.
Augen schonen heißt hochwertige Karten auch dann zurückhalten, wenn es günstiger wäre, sie anzubieten.
 Augenspiel
Spiel bei dem man versucht die meisten Augen in Stichen zu sammeln. z. B. Skat, Schafkopf.
 Augenzahl
Der Wert (Nummer von Augen) einer Karte.
 Auktion
s. Bietrunde.
 auslegen
Bei Karten-Raubspiele oder Patiencen eine Handkarte aufgedeckt auf den Tisch legen.
 ausmelden
An den Mitspieler ankündigen, dass man „aus“ geht und daher das Spiel gewinnt.
 ausreizen
Bis an die Grenze des nach den jeweiligen Spielregeln Möglichen mitbieten.
 ausschaffen
Das aktuelle Spiel aufgeben, z. B. beim Watten.
 aussetzen, aussitzen
Im aktuellen Spiel nicht teilnehmen. Seltener auch „aussitzen“.
 Ausspiel, Ausspielen
Das Zugeben der erste Karte zum Stich.
am Ausspielen: verpflichtet, die erste Karte zum Stich zu geben. Auch am Stich, an dem Stiche (veralt.).
 ausspielen
Die erste Karte eines Stichs (meistens offen) auf dem Tisch legen. Auch anziehen oder anspielen.
 austeilen
s. Kartengeben.

## B
Baden gehen
Spiel verlieren.
 bauen
Bei Tischspielen eine Handkarte auf eine Tischkarte legen, so zu einem Gesamtwert zusammenzubauen, dass diese Karten im nächsten Zug gefangen werden kann.
 Bauer
s. Bube.
 bedienen
s. bekennen.
 Beiblatt, Beikarte, Beifarbe
s. Nebenfarbe.
 bekennen
Eine Karte von der gleichen Farbe wie die vorherige in den Stich geben. Auch bedienen.
 besetzt
von einer oder mehrere Karten derselben Farbe in der Hand begleitet.
 besetzt
In der Hand begleitet von einer oder mehreren Karten derselben Farbe.
 Betrag
Spielgeldeinheit, das z. B. jeder Spieler vor dem Spiel in den Topf einsetzen oder beim Verlieren einmal oder mehrmals bezahlen muss. Es kann einen Grundbetrag und Sonderbeträge geben. s. a. Tarif.
 bieten
In der Bietrunde das Spiel ansagen, das man zu spielen hofft.
 Bietrunde
Eine Phase, in der man verschiedene Spiele bietet, und der, der das höchste ansagt, der Spielmacher wird. Auch Auktion.
 Bild
Die Tischkarten bei Karten-Raubspielen.
 Bildkarte
König, Dame, Ober, Bube oder Unter, manchmal auch das Ass. Also keine Zahlenkarte. Auch Figurenkarte.
 billig
geringwertig(-e Karte).
 blank
keine Karten von einer Farbe haben.
 Blatt
1. Karte.
2. Handkarten.
3. Kartenspiel im Sinne von der Karten die für ein Kartenspiel benötigt werden.

 Bockspiel, Bockrunde
1. Spiel oder Runde, bei der Gewinn und Verlust verdoppelt werden.[5]

 Bube
Bildkarte, die im französischen Blatt üblicherweise zwischen der Dame und der Zehn eingereiht ist, kann aber bei gewissen Spielen ein hoher Trumpf sein. Auch Junge oder Wenzel.
 buttern
s. schmieren.

## C
Cavall
s. Kavall.
 Consolation
Veralteter Begriff für den Betrag, den die gewinnende Partei von den Gegner bekommt, z. B. in Whist oder Tapp-Tarock.
 Contrat
Spielmarke in französischen Kartenspiele, dass üblicherweise mehrere Jetons wert ist.
 Coeur
s. Herz.
 Counter
s. Spielmarke.

## D
Dame
Bildkarte, die im französischen Blatt üblicherweise zwischen dem König und dem Buben eingereiht ist, kann aber bei gewissen Spiele ein hoher Trumpf sein.
 Daus
Das Ass im deutschen Blatt.
 deutsches Blatt
Spielkarten mit den vier Farben Eichel, Laub, Herz und Schellen.
 Doppelbild
Das meist verbreitete Kartenmuster, wobei das Bild entweder diagonal oder waagerecht in zwei Felder getrennt ist, und deshalb umkehrbar ist. Im Gegensatz zum Einfachbild oder einköpfigen Spielkarten.
 doppelköpfig
S. Doppelbild.
 drücken
Karten aus dem eigenen Blatt beim Austausch weglegen.
 drunterbleiben
Niedrige Karte zuwerfen, wenn dies günstiger erscheint, als den Stich mit einer hohen zu übernehmen.
 Durch, Durchmarsch
Erfolgreiches Machen aller Stiche. Auch Marsch.

## E
écartieren
S. weglegen.

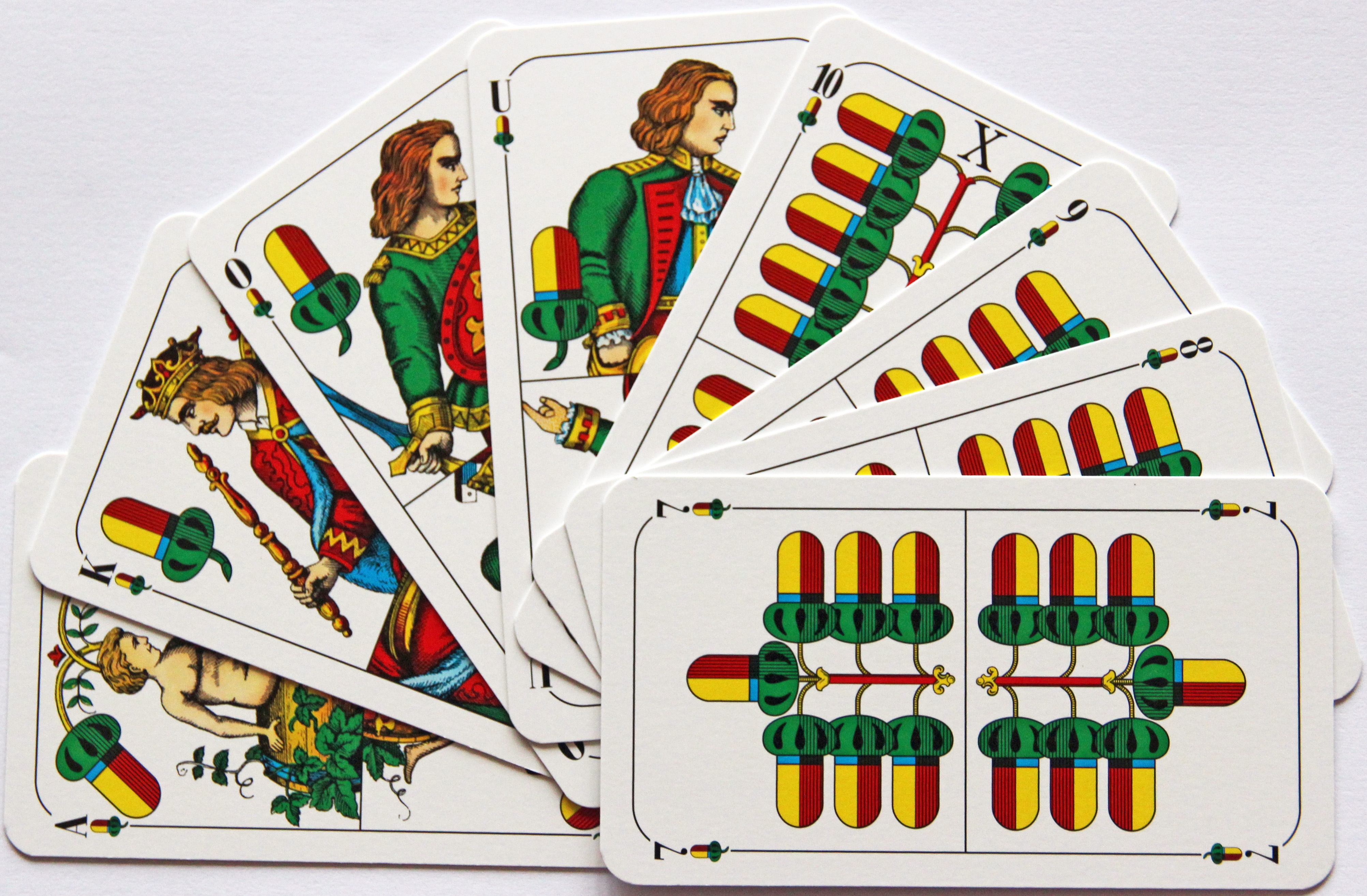
 Eichel
Farbe aus dem deutschen Blatt, die dem Kreuz des französischen Blatt entspricht. Symbol: 
 Einfachbild
Ein älteres Kartenmuster, wobei das Bild nur in einer Richtung aufrecht ist. Auch Ganzbild oder einköpfig genannt. Im Gegensatz zum modernen Doppelbild-Spielkarten.
 einköpfig
s. Einfachbild.
 Einsatz
Wenn um Bier oder Runden (Bier, Wein …) spielt, wird der Betrag vorher bestimmt, dass man eventuell vorm Spiel in einem Pott setzt oder dem Gewinner nach dem Spiel bezahlt.
 einspielen
Den Gegner durchs Vorspielen einer kleinen Karte bewusst ans Spiel bringen, um sich damit in eine günstige Stellung zu bringen.
 einstechen
Den Stich durch Zugeben einer Trumpfkarte übernehmen.
 Einzelkarte
s. Singleton.

## F
fangen
Dem Gegenspieler eine hochwertige Karten abluchsen.
 Farbe
Bezeichnung einer Gruppe von Karten mit der gleichen Symbol.
 Farbenfolge
s. Folge.
 farbfrei
Keine Karten der bestimmte Farbe haben.
 Farbzwang
Pflicht, wenn möglich, eine Karte der gleichen Farbe der ausgespielten Karte zuzugeben.
 Fehlfarbe
1. Farbe, von der man keine Karte in der Hand hat.[1][14][12][4][11]
2. Nebenfarbe.[11][15]

 fetter Stich
Stich mit 20 oder mehr Zählaugen.
 Fiche
Spielmarke in französischen Kartenspiele, dass üblicherweise 10 Jetons wert ist.
 Figurenkarte
s. Bildkarte.
 Flöte
1. Lange Farbe, d. h. viele Karten einer Farbe.[3]
2. Sequenz in einer Farbe.

 Folge
1. Reihe oder Kombination von mindestens drei Karten einer Farbe mit lückenloser Wertfolge.[2] Auch Sequenz,[2][4] Rangfolge oder Farbenfolge.
2. Numerische Sequenz von Karten, entsprechend ihrem Rang.[1][16]

 forcieren
Einen anderen Spieler dazu zwingen, eine Karte auf den Tisch zu legen, die er eigentlich noch zurückhalten will.
 fordern
Trumpf ziehen.
 französisches Blatt
Spielkarten mit den vier Farben Kreuz, Pik, Herz und Karo.

## G
geben
Die Karten beim Spielbeginn austeilen.
 Geber
Spieler, der die Karten in eine Runde austeilt („gibt“). Auch Kartengeber.
 Gebot
angesagte Reizwert od. Spiel[kontrakt].
 Gegenspieler
Spieler, der spielt gegen den Spielmacher
 Gegenpartei
Spieler, die als Team zusammen gegen den Spielmacher spielen.
 Geldeinheit
Der Grundbetrag zum Zahlen. s.a. Tarif
 gematscht
Matsch sein.
 Gras
s. Laub.
 Grün
s. Laub.
 gutheißen
Ansage eines anderen Spieler gelten lassen und sich am Bieten nicht mehr beteiligen.

## H

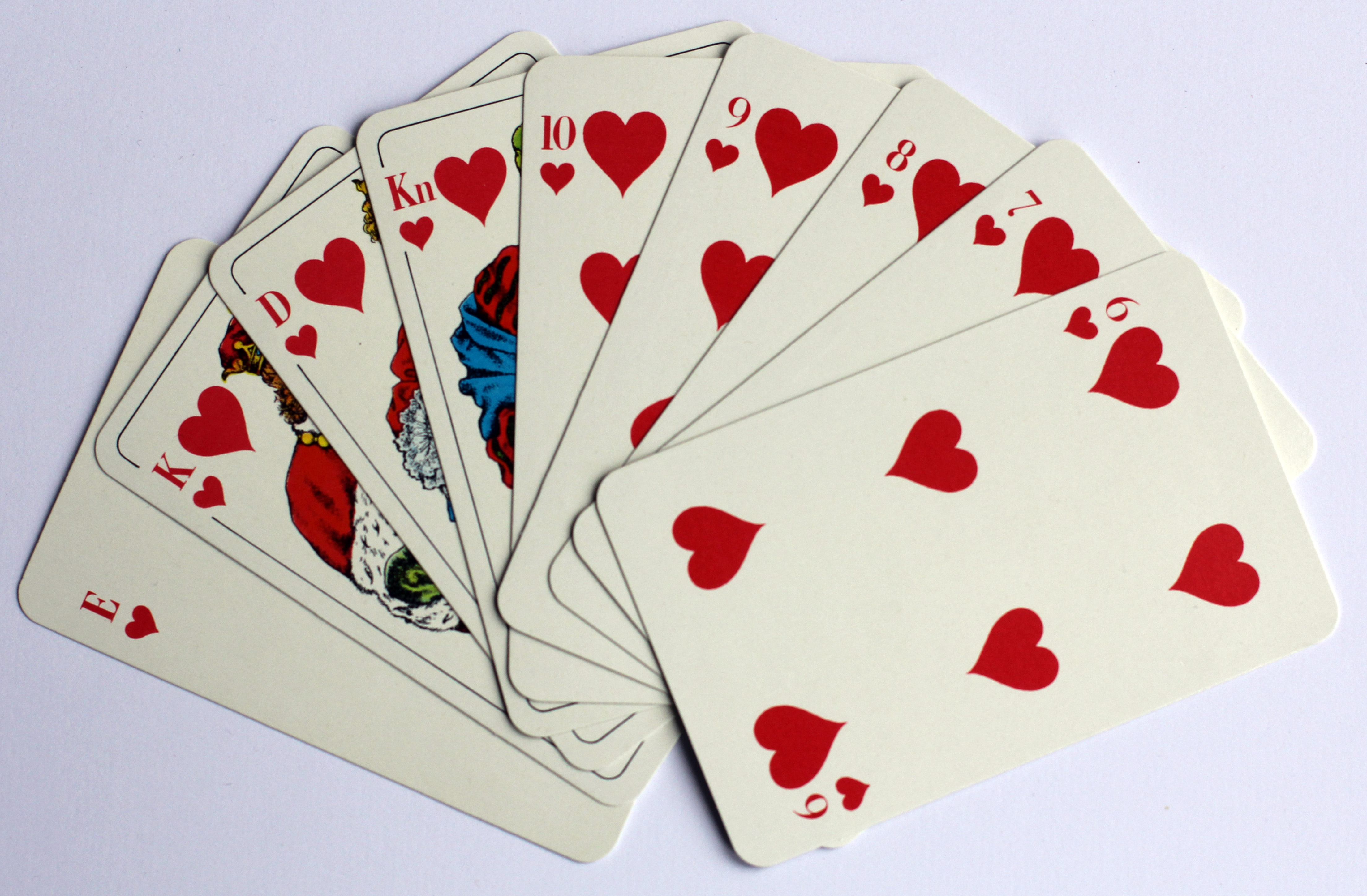
Herz

Haferl
s. Pott.
 halten
das Gebot eines nachfolgenden Spielers übernehmen.
 Hand
1. Karten, die man auf der Hand hält.[1]
2. Handspiel

 Handkarte
Karte, die man in der Hand hält.
 Handspiel
Spiel, wobei der Spielmacher nur mit den Handkarten spielt, er also nicht Karten aus dem Talon oder Skat tauscht.
 Haufen
s. Kartenstapel.
 Herz
Eine der vier Farben des deutschen oder französischen Blatt. Auch Coeur. Symbole:  oder 
 Hinterhand
Spieler, der als letzter an der Reihe ist zu bieten, spielen, usw.
 hochtreiben
Beim Reizen, den Gegner zwingen, ein höheres Spiel zu bieten, als er eigentlich vorhat.
 Hofkarte
König, Dame, Ober, Bube oder Unter. Also keine Zahlenkarte. Auch Figurenkarte.

## J
Jeton
s. Spielmarke, besonders in französischen Kartenspiele.
 Joker
Zusätzliche Spielkarte bei französischem Blatt, die im Spiel eine besondere Funktion hat.
 Junge
Bube oder Unter. Auch Wenzel.

## K

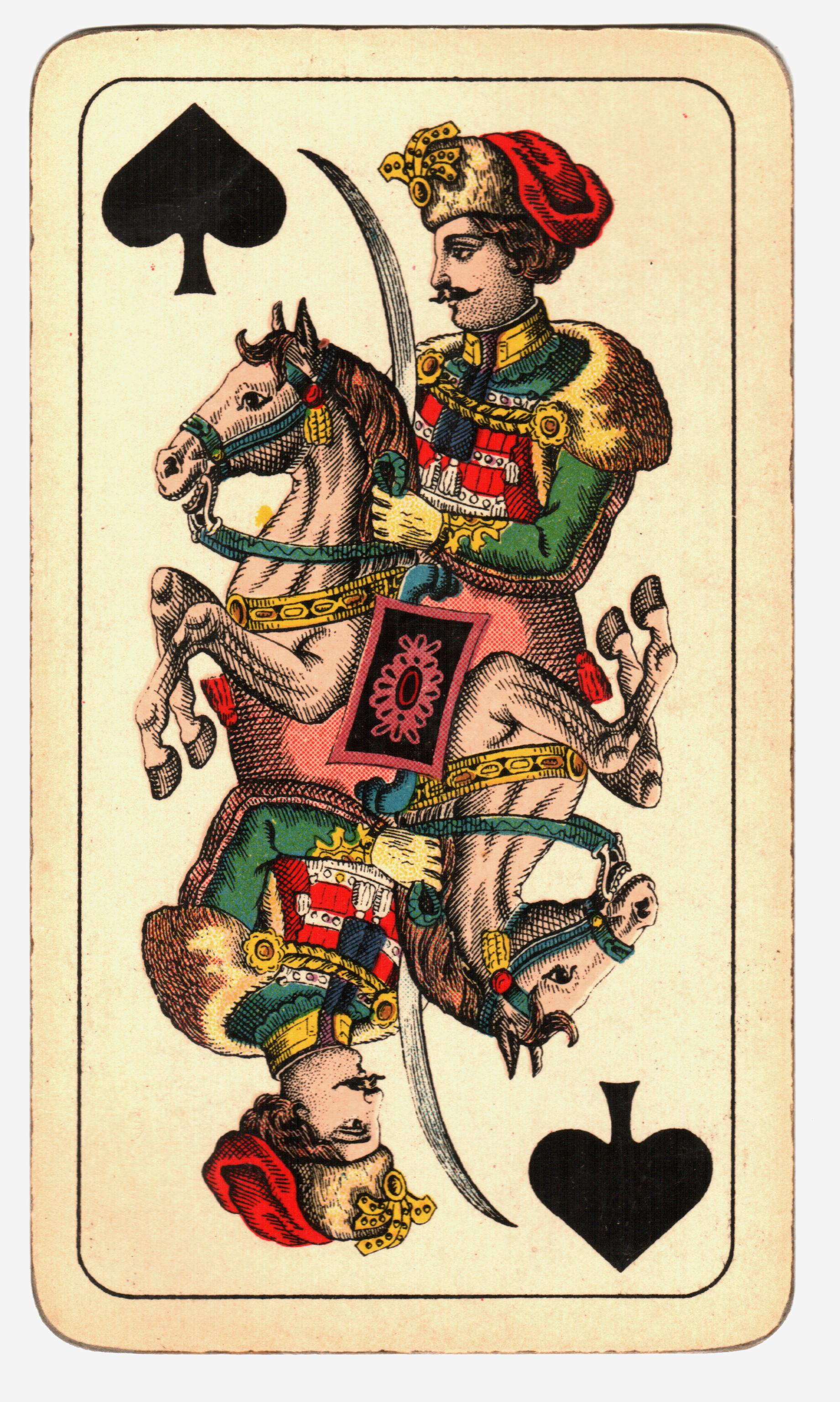
Ein Kavall des Industrie und Glück Tarocks

Kapitän
Bei Partnerspiele, der Spieler, der das Spiel seines Teams dirigiert z. B. durch Fragen und Befehle.

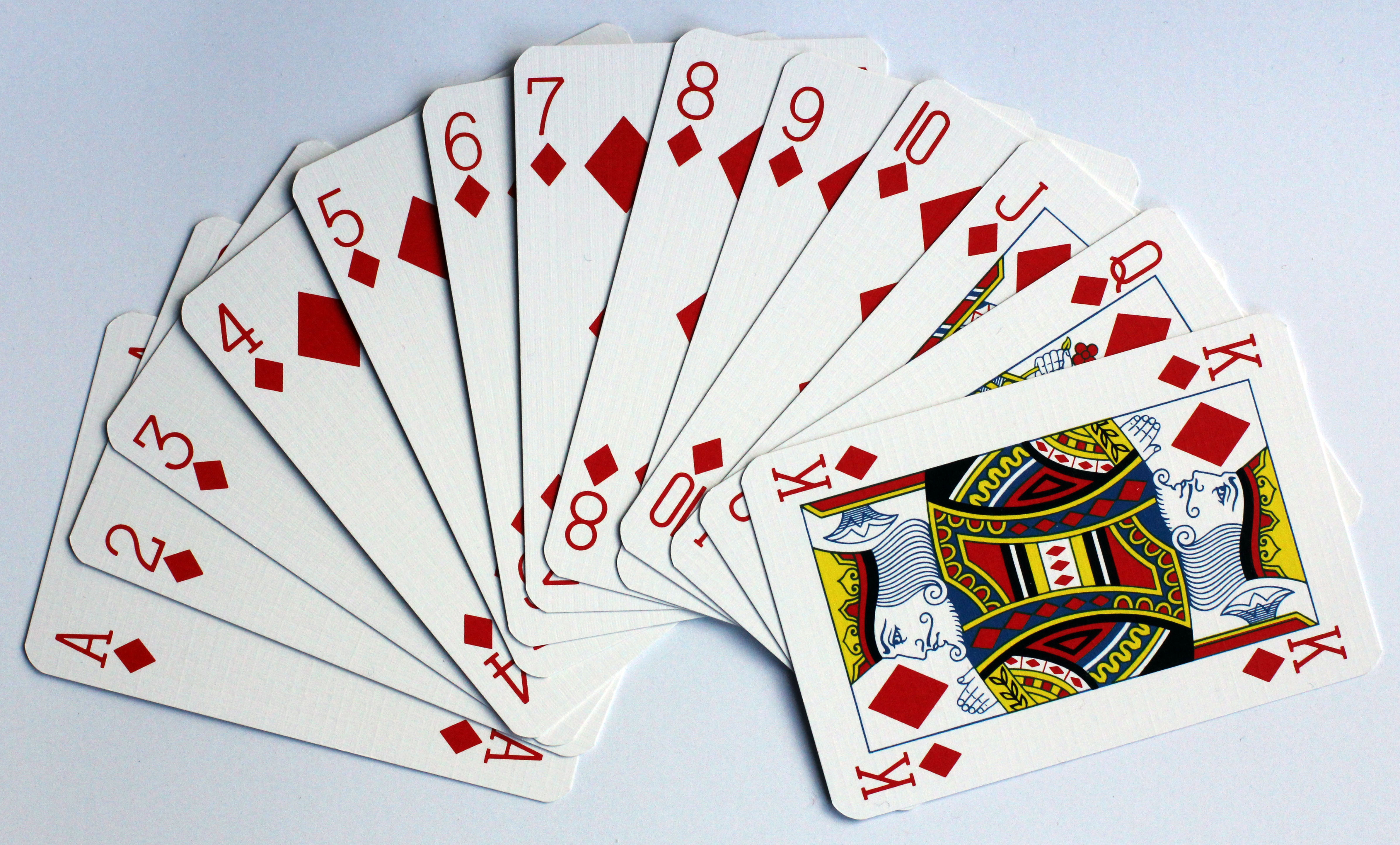
 Karo
Farbe aus dem französischen Blatt, die dem Schellen des deutschen Blatt entspricht. Symbol: 
 Karte
Spielkarte. Eine von mehreren rechteckigen Stücken, meistens aus Pappe gedrückt, die für ein Kartenspiel benötigt wird.
 Kartenfolge
s. Rangfolge.
 kartengeben
s. geben.
 Kartengeber
s. Geber.
 Kartenordnung
s. Rangfolge.
 Karten-Raubspiel
Kartenspiel, wobei man sog. Tischkarten vom Bild durch paaren oder kombinieren fangen kann. Beispiele:  Casino, Scopa, Zwicker.
 Kartenreihefolge
s. Rangfolge.
 Kartensatz
Für ein Kartenspiel benötigter Satz Spielkarten. Auch Satz Karten oder Kartenspiel.
 Kartenspiel
1. Spiel mit Spielkarten.[18] → Hauptartikel: Kartenspiel
2. Für ein Kartenspiel benötigter Satz Spielkarten.[18] S. Kartenblätter

 Kartenspieler
Jemand, der Karten spielt. Auch Spieler.
 Kartenstapel
Haufen von Spielkarten, kleiner als das gesamte Kartenspiel. Auch Haufen, Paket oder Stapel.
 Kartenstoß
s. Stock
 Kartenwert
Zählwert einer Karte, z. B. sind in Ass-Zehn-Spielen wie Skat die Kartenwerte wie folgt: Ass 11, Zehn 10, König 4, Dame 3, Bube 2, alle andere Karten 0 Augen.
 Kassa, Kasse
s. Pott.
 Kavall
Spielkarte beim Tarock, die zwischen der Dame und dem Bube rangiert. Auch Cavall, Reiter oder, im Französischen Tarot, Cavalier.
 Kiebitz
Ungebetener Zuschauer bzw. Ratgeber eines Kartenspiels.
 klopfen
Mit der Faust auf den Tisch oder Kartenstapel schlagen. Kann so viel wie „ich verzichte darauf, die Karten abzuheben“, „ich doppele das Spiel“, „ich gehe mit“ usw. bedeuten.
 Kombination
Bestimmte Gruppe von Karten, die meistens einen Satz oder eine Sequenz bilden, welche die Spieler in der Hand sammeln oder beim Austeilen erhalten haben.
 kombinieren
Mehrere Tischkarten fangen, die zusammen derselben Wert wie die ausgespielte Handkarte haben.
 König
1. Bildkarte, die im französischen Blatt üblicherweise zwischen dem Ass und der Dame eingereiht ist.
2. Spieler, der die Karten gibt, und während des Spiels aussetzt. Normalerweise findet das statt, wenn es einen Spieler mehr gibt, als für das Spiel benötigt ist.

 Kontrakt
Bestimmte Spiel, das der #Spielmacher ansagt und danach erzielen muss. Auch blos Spiel.

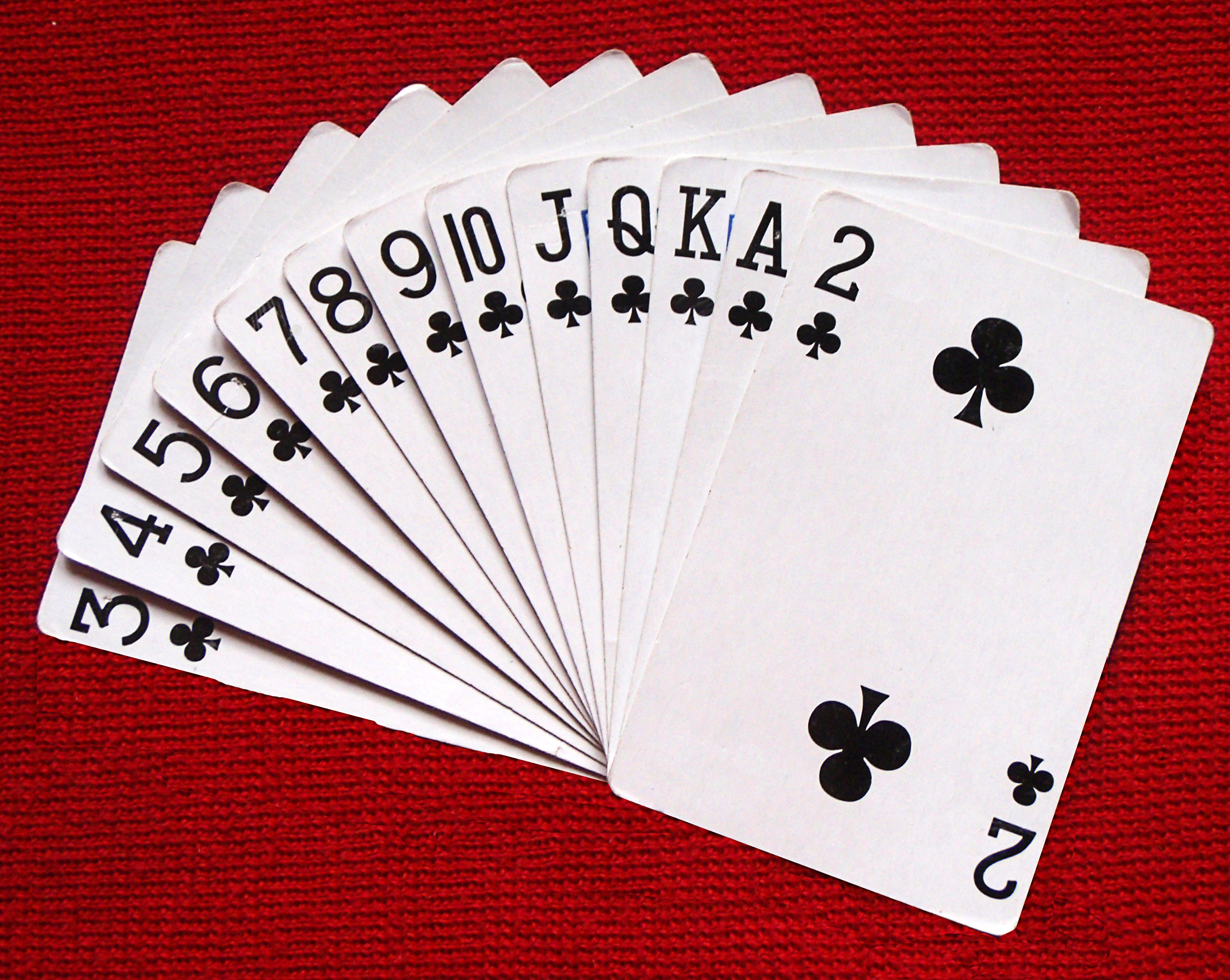
 Kreuz
Farbe aus dem französischen Blatt, die dem Eichel des deutschen Blatt entspricht. Symbol: 

## L
lange Farbe
Farbe, in der man viele Karten hat.
 largieren
s. schmieren.

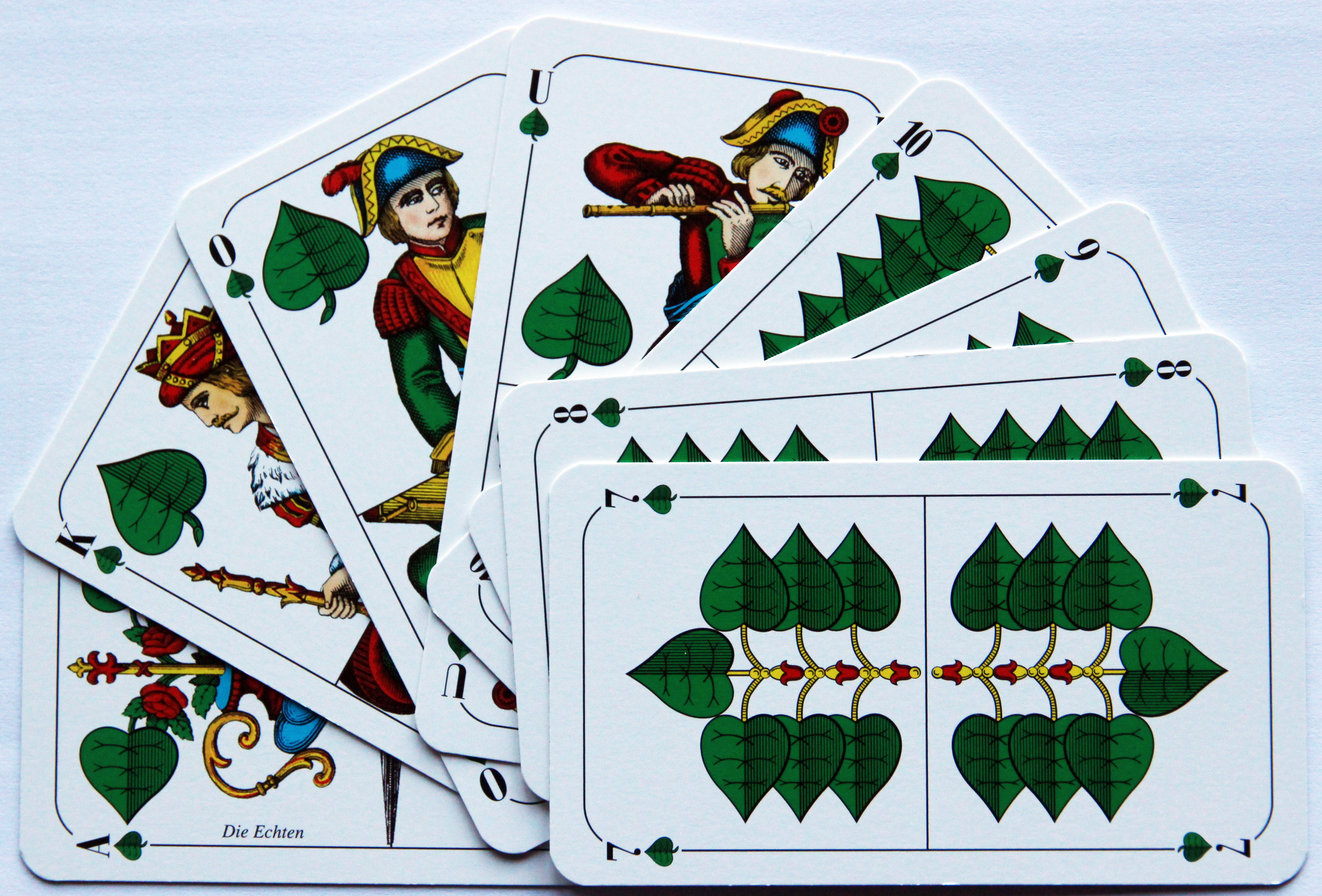
 Laub
Farbe aus dem deutschen Blatt, die dem Pik des französischen Blatt entspricht. Auch Gras, Grün, Schippen. Symbol: 
 lauern
1. Hohe Karte erhalten, wenn man sie spielen könnte, in der Hoffnung, dass man später einen Stich mit ihr machen kann.
2. Bei einer Bietrunde, nicht erklären (z. B. indem man klopft), dass man mindestens einen Stich machen wird.

 leere Karte
Beim Tarockspiel, ein Karte, die nur 1 Auge wert ist. Historischerweise hat solche Karten gar keinen Augenwert.
 Lizitation
Phase beim Bridge und Tarock, während der die Spieler Ansagen über ihr Spiel machen. s. a. Reizen.
 Lusche
Wertlose Karte der Nebenfarben.

## M
Marke
S. Spielmarke.
 Matador
Hohe Trumpfkarte, manchmal mit besonderen Vorrechten. In bestimmten Kartenspiele wie Skwitz, kann sie auch keine Trumpf sein, sondern eine Karte, die Boni verdient.
 Matsch
Entweder gar keinen Stich oder weniger als ein Viertel der gesamte Punkte gemacht
 mauern, Maurer
Vorsichtiger spielen als die Karten erlauben. Deshalb Maurer.
 melden
Meldung ansagen.
 Meldung
1. Kartenkombination, die eine Punktprämie einbringen kann.[11]
2. Ansage einer solchen Meldung.

 mischen
Am Spielbeginn, alle Karten untereinanderbringen.
 mitgehen
Mit dem Spielmacher spielen anstatt auszusetzen.
 mitnehmen
Einen Stich an sich bringen.
 mitspielen
In einem Spiel als aktiver Spieler teilnehmen anstatt zu passen und auszusitzen.
 Mitspieler
Die anderen aktiven Spieler.
 Mittelhand
Bei Spielen zu dritt, der Spieler, der zwischen der Vorhand und der Hinterhand sitzt. Bei Spielen zu viert, die zwei Spieler, die zwischen Vorhand und Hinterhand sitzen.
 Muss-Spiel
Ein Spiel, bei dem jeder Spieler spielen muss. Das kommt in Spielen, in denen man teilweise aussetzen und nicht spielen kann, vor.

## N
nachbringen
eine eben gespielte Farbe sofort noch einmal ausspielen.
 Nebenfarbe
Farbe, die nicht Trumpf ist. Auch Fehlfarbe od. Nichttrumpffarbe.
 Nennwert
Die Nummer der Symbole (z. B. Eins bis Zehn) auf einer Zahlenkarte oder das Bild (z. B. König oder Ober) einer Bildkarte. s. a. Zahlenwert.
 Nichttrumpffarbe
S. Nebenfarbe.
 Normalspiel
Spiel, dass gewöhnlich gemacht wird und somit das „Grundspiel“ eines Kartenspiels ist, im Gegensatz zu Sonderspiele.

## O
Ober
Bildkarte, die im deutschen Blatt üblicherweise zwischen dem König und der Unter eingereiht ist, kann aber bei gewissen Spielen ein hoher Trumpf sein.
 offen
Mit dem Bildseite nach oben. Im Gegenteil zu verdeckt.

## P

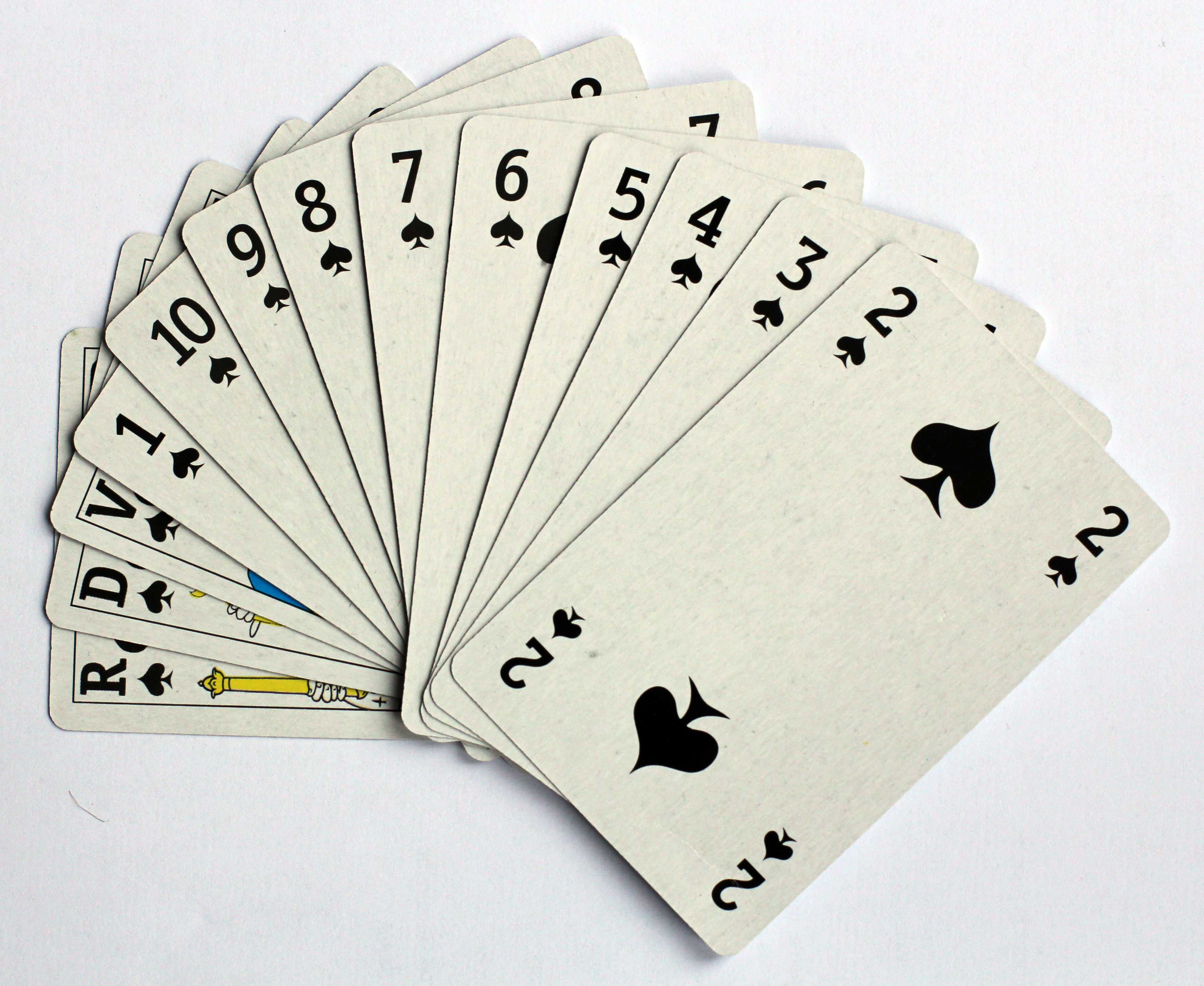
Pik

Paar
Zwei Karten gleichen Ranges, z. B. zwei Unter oder zwei Vierer.
 paaren
Bei Tischspielen eine Tischkarte mit einer Handkarte desselben Wertes fangen.
 Paket
s. Stapel.
 Partei
Ein oder mehr Spieler, die einen Team bilden, und der bzw. die die Gegner bekämpfen. Auch Mannschaft (veralt.).
 Partie
Bestimmt Anzahl von Runden.
 Partner
Spieler, die als ein Team oder eine Partei zusammen spielen.
 passen
Am Spiel oder am Bieten nicht, oder nicht mehr, beteiligen.
 Patience
Kartenspiel meistens für einen Person. Man beginnt mit dem Auflegen einer Figur und manchmal eines Talons, die abhängig von der konkreten Patience ist. Zunächst wird mit den aufgelegten Karten gespielt und wenn mit diesen kein Zug mehr möglich ist, benutzt man die Handkarten oder Karten des Talons. Ziel ist es, alle Karten den Regeln entsprechend so lange um- oder abzulegen, bis sie in vorgegebener Reihenfolge aufeinander liegen und auf- oder absteigende Wertfolgen ergeben oder bis eine vorgegebene Figur entsteht. Wenn das gelingt, ist die Patience „aufgegangen“.
 Pfennigspiel
Spiel um geringen Einsatz.
 Pik
Farbe aus dem französischen Blatt, die dem Laub des deutschen Blatt entspricht. Symbol: 
 Pool
s. Pott.
 Pot, Pott
1. Sammelstelle für den Einsatz.[1] Auch Haferl (bayr.), Kassa, Kasse, Pool oder Topf.[2]
2. Die Geldeinsätze, die vor dem Spiel eingesetzt werden.[13]

 Prämie
Bonuspunkt(e) oder Zählung, die man für bestimmte Kartenkombinationen oder Leistungen bekommt, z. B. man hat 4 Könige in der Hand oder man macht den letzten Stich mit dem Pagat.
 Punktwert
Spielwert in Punkten.

## Q
Quartett
Vier Karten des gleichen Nennwerts. Auch ein bestimmtes Kartenspiel, bei dem man Quartette sammelt.

## R
Rang
Nennwert, Zahlenwert oder Bildbezeichnung einer Karte. Auch Zahl oder Hohe.
 Rangfolge
Folge der Karte ihrer Nennwerte entsprechend. Auch Kartenfolge, Kartenordnung, Kartenreihefolge, Reihenfolge.
 rauben
die Trumpf bestimmende Karte für eine Handkarte tauschen.
 Raubspiel
Spiel, bei dem man versucht Karten vom Tisch zu „erbeuten“, z. B. Scopa, Casino.
 Reihenfolge
s. Rangfolge.
 Reizen
Versteigerung des Spiels, um festzustellen, wer sein Spiel verfolgen wird.
 Reizgebot
s. Gebot.
 Reizrunde
s. Bietrunde.
 Renonce
1. Keine Karten einer Farbe haben.[2]
2. Regelverstoß.[1]

 Rückhand
Hinterhand.
 Runde
1. Durchgang, bei dem jeder Spieler einmal gibt.[1]
2. Vorgang beim Geben, wobei jeder Spieler eine Karte oder ein Kartenpaket bekommt. Das Geben kann aus mehreren Runden bestehen.

## S

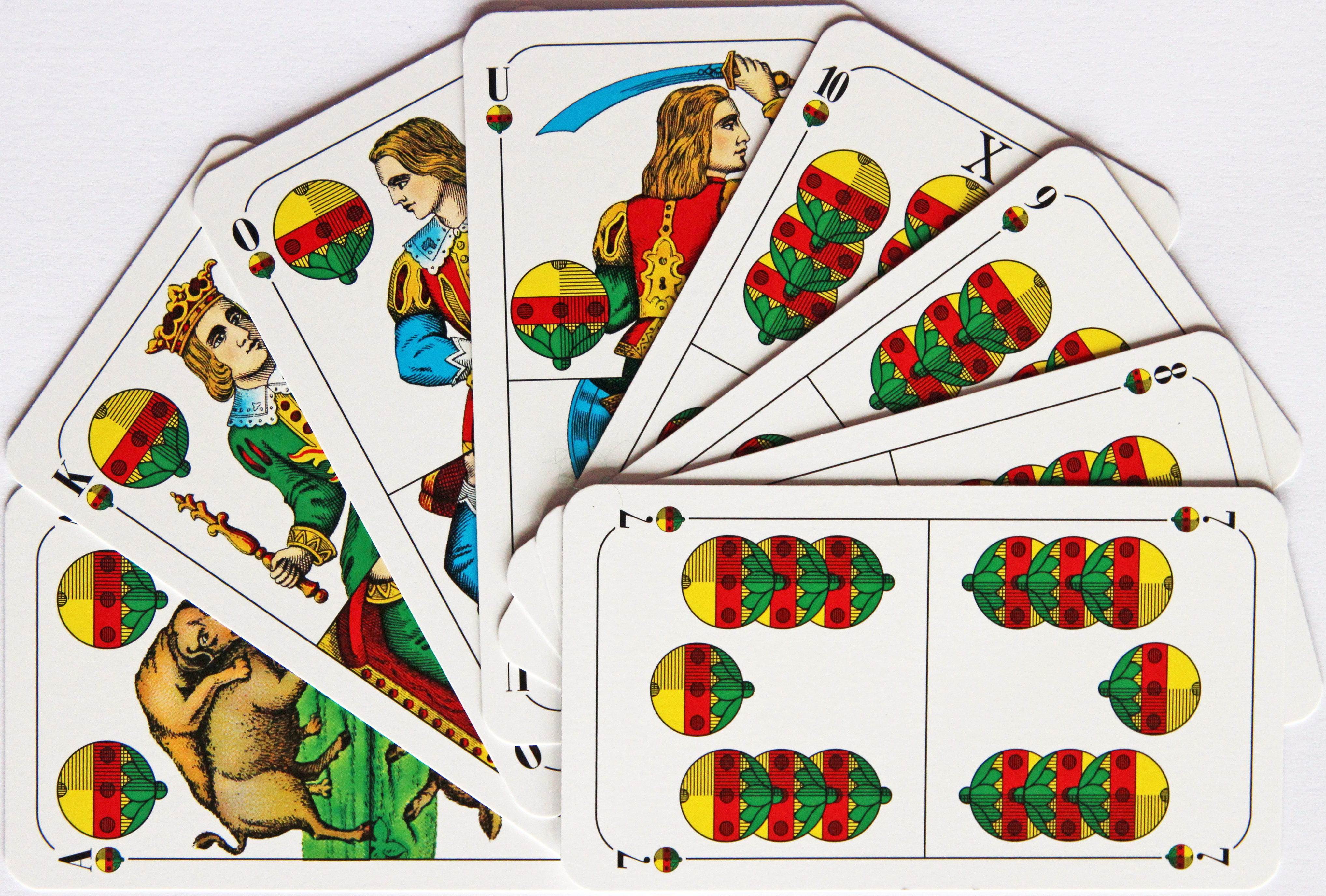
Schellen

Sammelspiel
Spiel, bei dem man sammelt Karten oder Kartenkombinationen, z. B. Schwarzer Peter, Leben und Tod.
 Satz
1. Mindestens drei Karten desselben Wertes (z. B. drei Könige oder vier Neuner).
2. s. Einsatz.
3. s. Kartensatz.

 Schellen
Farbe aus dem deutschen Blatt, die dem Karo des französischen Blatt entspricht. Symbol: 
 schleifen
Das Spiel aufgeben.
 schmieren
Karte mit hohem Wert in den Stich des Partners geben. Auch buttern, largieren.
 Schneider
Gewinn, wobei die verlierende Partei weniger als die Hälfte der zum Sieg nötige Stiche bzw. Punkte macht. Man sagt, dass der Verlierer Schneider „ist“. Macht die verlierende Partei mehr als die Hälfte, ist sie „schneiderfrei“.
 Schwarz
Gewinn, wobei die verlierende Partei gar keine Stiche macht. Man sagt, dass der Verlierer schwarz „ist“.
 Sequenz
s. Folge.
 Singleton
Eine Spielkarte, die die einzige ihrer Farbe in einer Hand ist.
 Skat, skat
1. Talon.[1]
2. „skat sein“: keiner Karten einer Farbe haben. Auch blank.
3. Das Kartenspiel Skat

 Solo
Alleinspiel. Spiel, in dem man allein gegen die anderen spielt.
 Spiel
1. s. Kartenspiel
2. s. Partie
3. s. Ansage
4. s. Stich.

 Spieler
s. Kartenspieler
 Spielgeld
s. Spielmarke
 Spielkarten
Karten, die für ein Kartenspiel benötigt werden. Auch nur Karte oder Blatt.
 Spielmacher
Der Spieler, der alleine gegen die anderen spielt.
 Spielmarke
Wertzeichen aus Plastik, Holz oder Metall, das als Spielgeld benutzt wird. Auch Marke, Jeton, Counter, Spielgeld oder Spielmünze.
 Spielmünze
s. Spielmarke
 Spielwert
Wie viel Geld oder wie viele Punkte ein angesagtes Spiel wert ist.
 Stamm
s. Einsatz.
 Stapel
s. Kartenstapel.
 stechen
1. Eine Karte höherer Stichkraft als die anderen schon auf dem Tisch zugeben.
2. Trumpfen.
3. Einen Stich machen.[11]

 Stichreihenfolge
Hierarchie der Karten nach Stichkraft. Im Vergleich zur natürlichen Reihenfolge (A K D B 10...) kann die Stichreihenfolge ganz anders sein.
 Stechzwang, Stichzwang
Pflicht, wenn möglich, eine höhere Karte als die schon beim Stich ausgespielten Karten zu geben.
 steigen
S. überbieten.
 Stich
1. Vorgang, bei dem ein Spieler eine Karte aus der Hand auf den Tisch legt und alle nachfolgende Spieler der Reihe nach jeweils eine Karte darauflegen.[18]
2. Die von jedem Spieler in die Mitte des Tisches gelegten Karten. Die Karten gehören dem Spieler, der die höchste Karte gespielt hat.[1]

am Stich: S. am Ausspielen.
 Stichkraft
Die Stärke, die eine Karte zum Stechen hat.
 Stichspiel
Spiel, bei dem man Stiche sammelt, um zu gewinnen, z. B. Whist, Bridge, Wallachen, Watten.
 Stock
Restliche Karten, die nicht verteilt werden.

## T
Talon
Nach dem Geben verdeckt auf dem Tisch liegende Karten, die erst später ins Spiel kommen. Auch Skat, Stock oder Abhebstoß.
 Tarif
Bei Spielen um Geld, die vereinbarten Beträge (Grundbetrag und eventuelle Sonderbetrag) der einzelnen Spiele, z. B. bedeutet im Schafkopf ein Tarif von 10/50, dass ein Rufspiel 10 Cent, ein Solospiel 50 Cent wert ist.
 Tarock
1. Spiel mit fünf Farben, eine davon mit speziellen Karten, den Tarockkarten, die eine ständige Trumpffarbe bilden. Auch Tarockspiel.
2. Karte in einem Tarockspiel, die zur ständigen Trumpffarbe gehört. Auch Tarockkarte.

 Tarockspiel
Spiel, bei dem Tarockkarten verwendet werden.
 Tarockzwang
Pflicht mit einem Tarock zu stechen, wenn man keine Karte der ausgespielten Farbe hat. Praktisch das gleiche wie Trumpfzwang.
 Tischkarte
Bei Tischspielen eine Karte, die offen auf dem Tisch liegt.
 Tischspiel
Kartenspiel, bei dem sog. Tischkarten aufgedeckt werden. Beispiele: Scopa, Zwicker, Cribbage.
 Topf
s. Pott.
 Treff
s. Kreuz, z. B. beim Bridge.
 Triplett
Kombination von drei Karten desselben Ranges z. B. drei Buben oder drei Sechser.
 Trumpf
Karte der Trumpffarbe, die daher alle Karten der Nebenfarben stechen kann. Auch Trumpfkarte.
 Trumpf ziehen
Trumpf anspielen, um gegnerische Trümpfe auszulockern. Auch Trumpf fordern.
 trumpfen
Trumpf zugeben.
 Trumpffarbe
Bestimmte Farbe, deren Karten alle Karten der Nebenfarben stechen kann.
 Trumpfkarte
s. Trumpf.
 Trumpfzwang
Pflicht, wenn möglich und wenn man keine Karten der ausgespielten Karte hat, eine Trumpfkarte zu geben.

## U
überbieten
Ein höheres Angebot als alle schon angesagten machen.
 übernehmen
Karte zugeben, die im Vergleich zu den bisher gelegten Karten den Stich gewinnen würde; eine ranghöhere Karte zugeben.
 übertrumpfen
Eine mit Trumpf übernommenen Stich mit einer höheren Trumpfkarte stechen.
 Unter
Bildkarte, die im deutschen Blatt üblicherweise zwischen dem Ober und der Zehn eingereiht ist, kann bei gewissen Spielen ein hoher Trumpf sein. Auch Junge oder Wenzel.

## V
verdeckt
Mit dem Bildseite nach unten. Im Gegenteil zu offen.
 vergeben
Karten falsch verteilen.
 verteilen
s. geben
 verwerfen
Karten einer schwachen Farbe zum Stich zugeben und damit dem Partner anzeigen, dass man in dieser Farbe nur schlechte Karten hat.
 Vorhand
Der Spieler links oder rechts vom Geber, der als erster Karten bekommt, bietet und ausspielt. s.a. Vorhand (Skat).
 vorwerfen
Karte spielen, ohne an der Reihe zu sein.
 Vorzugsfarbe
Die Farbe, die beim Reizen höher ist, als alle andere, s. z. B. Fipsen. Auch bei bestimmten Spielen,  „Couleur“.

## W
weglegen
eine oder mehrere Karten, verdeckt, zu einer Seite stellen, s. a. drücken. Auch écartieren (veralt.)
 Wenzel
Bube oder Unter, besonders wenn zum eines der höchsten Karte gemacht werden. Auch Junge.
 Wert
s. Rangfolge.
 wilde Karte
Karte, die als jede andere Karte spielbar ist. Das ist eine übliche Funktion der Joker.
 wimmeln
s. schmieren.
 Wurf
Während das Kartengeben, eine Verteilen-Runde, wobei man jedem eine bestimmte Nummer von Karten gibt, z. B. „er gibt jedem sechs Karten in zwei Würfen zu drei.“

## Z
Zahlenkarte
Karte mit einem Wert von 1 bis 10, die keine Bildkarte ist. Auch Zahlenspielkarte.
 Zahlenspielkarte
s. Zahlenkarte.
 Zahlenwert
Wert einer Zahlenkarte s. a. Nennwert.
 Zählauge
s. Auge.
 Zählkarte
Karten mit hohen Zählwerten.
 Zählwert
s. Kartenwert.
 Zahlwertkarte
s. Zahlenkarte.
 ziehen
Karte aufnehmen, z. B. oberste Karte des Talons nehmen.
 Zugaberegeln
das Reglement, das bestimmt, wie man Karten spielen muss, z. B. ob Farbzwang, Trumpfzwang bzw. Stechzwang gilt.
 zugeben
Karte auf einen Stich legen.
 zuwerfen
Karte zum Stich zugeben, die nicht gewinnen kann.